# Marbach (Herbertingen)

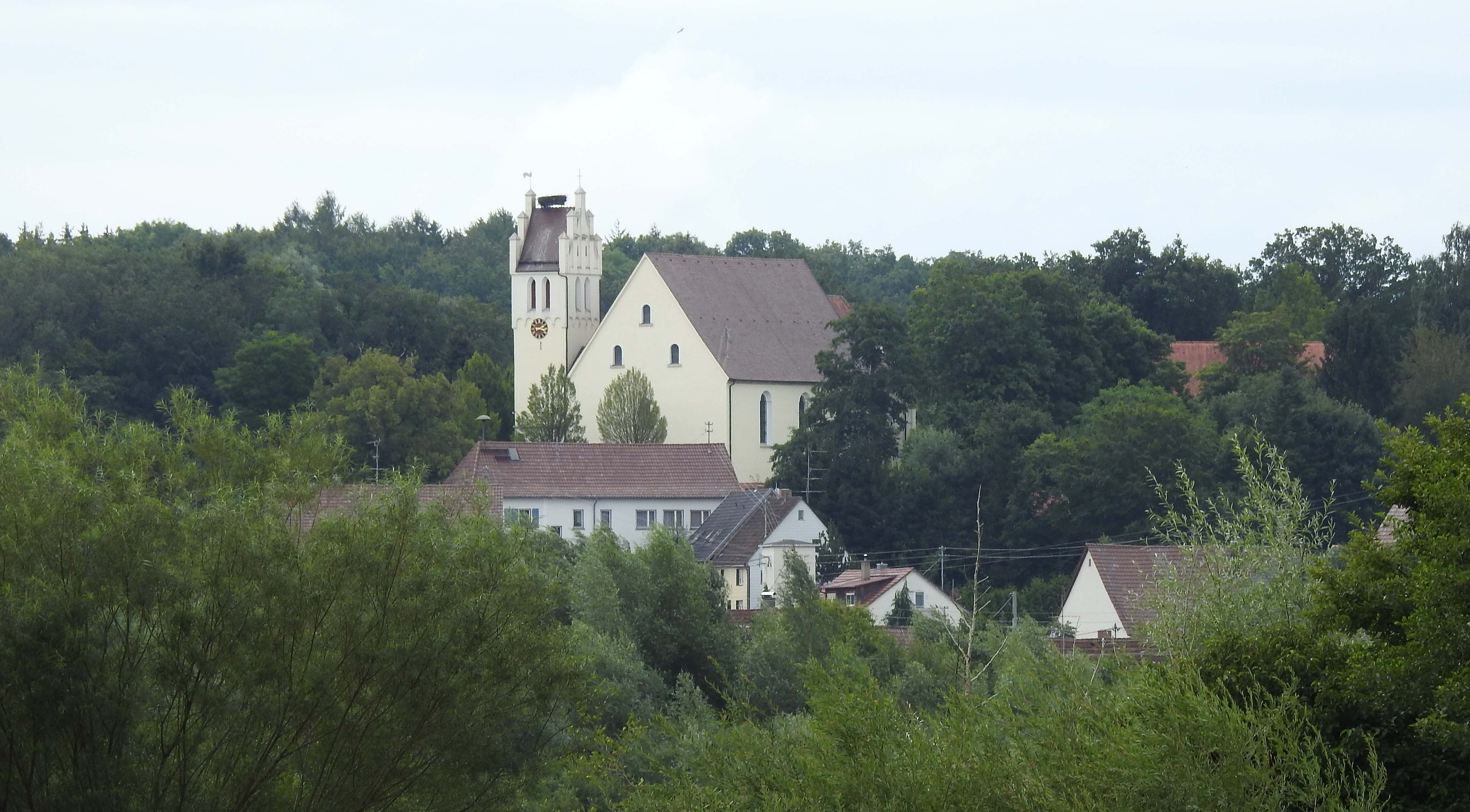
Marbach von Nordwesten

Marbach ist eine Ortschaft der Gemeinde Herbertingen im Landkreis Sigmaringen in Baden-Württemberg (Deutschland).

## Geographie

### Geographische Lage
Marbach ist ein Haufendorf und liegt in einer seitlichen Mulde des Schwarzachtals. Die Kirche St. Nikolaus liegt auf dem Hochflächenrand, anschließend entstand nach Süden ein Neubaugebiet. Durch weitere Neubautätigkeit dehnte sich der Ort auch nach Westen auf den Niederungsrand der Schwarzach aus. In der Nähe der Ortschaft befindet sich das Erholungs- und Freizeitzentrum Schwarzachtalseen, ein Zweckverband der Gemeinden Herbertingen und Ertingen.

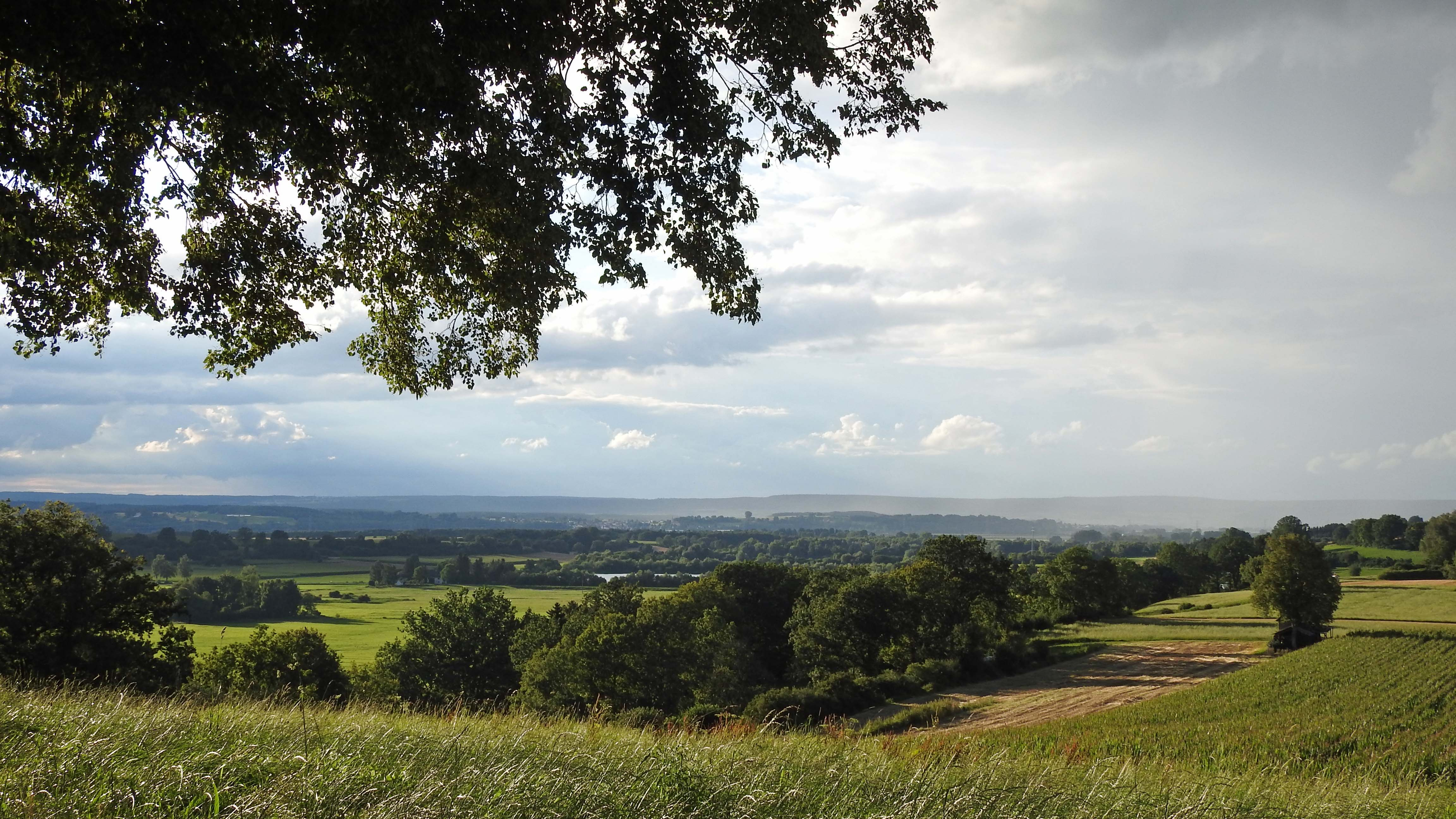
Aussicht vom Mühlberg bei Marbach

### Ausdehnung des Gebiets
Die Gesamtfläche der Gemarkung Marbach beträgt 738 Hektar (Stand: 1. Juni 2014).

### Ortsteile
Zu Marbach gehören der Weiler Stettberg und die Öle, eine alte Mühle an der Schwarzach.

## Geschichte
Frühes Zeugnis von Besiedlung auf Marbacher Gemarkung sind zwei Grabhügel. Einer befindet sich im „Buchauer Hau“ zwei Kilometer nordöstlich und einer 1,8 Kilometer südsüdöstlich von Marbach und östlich von Stettberg. Im „Marbacher Hügel“ wurde ein bronzezeitlicher Gabelspiess gefunden. Auf ihm stand wohl auch im Mittelalter eine kleine Burg der Edlen von Beuren.
Erstmals erwähnt wurde Marbach (Marchach) in einer Schenkungsurkunde, die auf den 15. September 1228 datiert. Über die Grafschaft Friedberg kam im Jahr 1282 Marbach an Habsburg. Eberhard Truchsess von Waldburg kaufte 1452 die Grafschaft zurück. Die Brüder Bernhard und Peter von Beuren verkauften bereits 1485 den Burgstall Marbach nebst den Höfen und 1/3 des Gerichts an Graf Andreas von Sonnenberg. Aus der Zeit um 1420/30 stammt ein 1954 zufällig gemachten Fund von 14 Münzen und jüngerer Drehscheibenware.
Später kam die Grafschaft Friedberg-Scheer an Vorderösterreich und am 27. August 1786 an den Fürsten Karl Anselm von Thurn und Taxis. Dieser wurde Standes-, Grund- und auch Patronatsherr von Marbach mit dem Stettberghof. Sie lagen im Amtsbezirk Buchau. Zum Ende der Französischen Revolution befand sich im November 1799 ein russisches Hilfsheer, das in Richtung Schweiz unterwegs war, in Marbach. Der Zweite Weltkrieg endete in Marbach am 5. Mai 1945 mit dem Einmarschieren von etwa 200 französischen Soldaten.
Marbach war bis zur Kreisreform des Jahres 1973 in Baden-Württemberg eine selbständige Gemeinde im Landkreis Saulgau und wechselte dann in den Landkreis Sigmaringen. Am 1. Januar 1975 wurde der Ort nach Herbertingen eingemeindet.

### Einwohnerentwicklung
In Marbach leben 540 Einwohner (Stand: 1. Juni 2014).

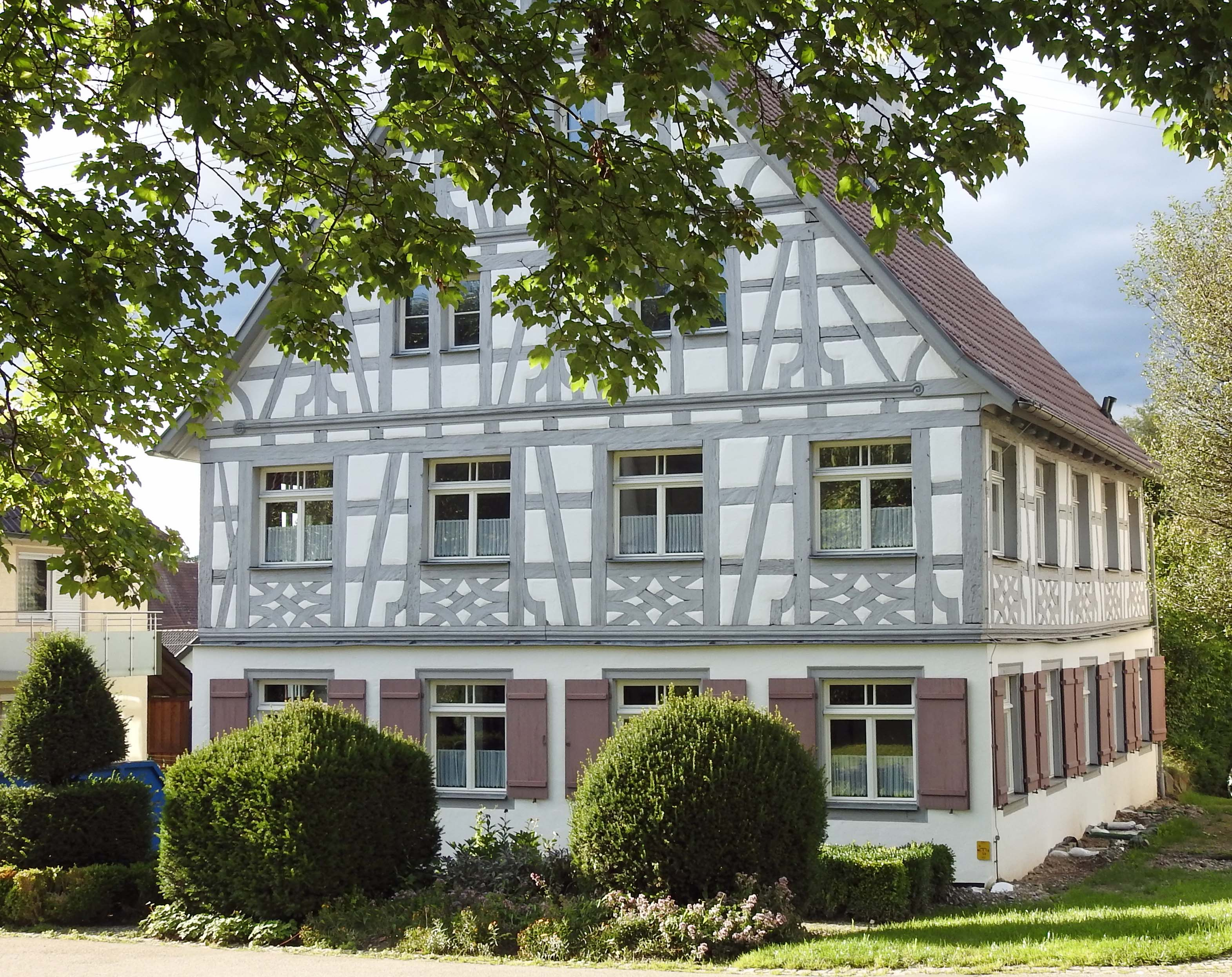
Ehem. Pfarrhaus in Marbach

## Kultur und Sehenswürdigkeiten

### Bauwerke
- Die katholische Kirche St. Nikolaus wurde 1795 erbaut und liegt über dem Dorf auf dem Hochflächenrand. Hier stand schon ein früher Vorgängerbau.
- Am nördlichen Dorfrand von Marbach befindet sich ein bereits 1913 in zwei Teile zerbroches Steinkreuz.[12][13]

## Persönlichkeiten

### Persönlichkeiten, die vor Ort gewirkt haben
- Matthias Erzberger (1875–1921), war vor seiner Tätigkeit als Schriftsteller und Politiker Dorfschullehrer in Marbach